# Анохин, Виктор Стефанович
Виктор Стефанович Анохин (17 января 1942, д. Леоновка, Медвенский район, Курская область — 29 октября 2015, Воронеж) — юрист, доктор юридических наук (1996), профессор Воронежского государственного университета (2002); работал в Воронежском институте экономики и права; главный Государственный арбитр Воронежской области (1987—1992), председатель Арбитражного суда Воронежской области (1992—2012); заслуженный юрист РФ.

## Биография
Виктор Анохин родился 17 января 1942 года в деревне Леоновка (Медвенский район); в 1969 году окончил юридический факультет Воронежского государственного университета (с отличием). В период с 1979 по 1983 год он заочно обучался в аспирантуре Института государства и права АН СССР («без отрыва от производства»); работал в аппарате Центрального районного комитета КПСС по городу Воронеж (1969—1976). В 1983 году защитил кандидатскую диссертацию, выполненную под руководством старшего научного сотрудника института Игоря Танчука — на тему «Договор на организацию материально-технического снабжения потребителей». Являлся начальником юридических отделов в нескольких воронежских хозяйственных организациях: с августа 1976 года состоял начальником договорно-правового отдела с арбитражем в Центро-чернозёмном подразделении Главснаба (Центрчерноземглавснаб), а в период с 1986 по 1987 год являлся главой юридического отдела Агропромышленного комитета Воронежской области.
С конце существования СССР, в 1987 году, Анохин занял пост главного государственного арбитра по Воронежской области. В 1992 году, уже в России, стал председателем Арбитражного суда Воронежской области (до 1995 года — председатель Воронежского областного арбитражного суда); занимал данный пост два десятилетия, вплоть до 2012 года (вышел в почётную отставку в феврале). В 1996 году на кафедре трудового и хозяйственного права Воронежского университета (ВГУ) он успешно защитил докторскую диссертацию — на тему «Защита прав предпринимателей в арбитражном суде (теория и практика)»; стал доктором юридических наук.
Виктор Анохин работал преподавателем на юридическом факультете Воронежского университета с 1981 года (по совместительству); кроме того он преподавал в Воронежском институте экономики и права (с 1996), а также — в двух филиалах Российского государственного социального университета, располагавшихся в Воронеже и Курске (с 2000). Являлся преподавателем юридического факультета Юго-Западного государственного университета. На Пятом Всероссийском съезде судей, проходившем в ноябре 2000 года, был избран членом Высшей квалификационной коллегии судей; в октябре 2002 года стал профессором ВГУ. Скончался 29 октября 2015 года в Воронеже — «после продолжительной болезни».

## Работы
Виктор Анохин являлся автором и соавтором более двух сотен научных работе: включая 27 (по другим данным — 25) монографий, два учебника для высших учебных заведений и шесть учебно-методических пособий. Работы были, в основном, посвящены проблемам защиты прав предпринимателей в рамках арбитражных разбирательств, включая материально-правовые и процессуально-правовые аспекты. По данным ВГУ, «уделял большое внимание обеспечению прав и законных интересов юридических лиц, соблюдению законности в хозяйственных правоотношениях и в арбитражном судопроизводстве, совершенствованию предпринимательского законодательства, повышению авторитета суда и эффективности его деятельности». В своих работах выделял три признака «субъекта предпринимательского права»: организационное единство, имущественная самостоятельность, а также — наличие специальных прав и обязанностей (специальная компетенция).
- Правовые вопросы комплексного снабжения / В. С. Анохин. — Воронеж : Изд-во Воронеж. ун-та, 1990. — 126 с.; ISBN 5-7455-0121-9.
- Защита прав предпринимателей в арбитражном суде / В. С. Анохин. — Воронеж : Изд-во Воронеж. ун-та, 1994. — 123 с.; ISBN 5-7455-0755-1.
- Предприниматель и арбитражный суд : Учеб.-практ. пособие / В. С. Анохин. — М. : Лига Разум, 1998. — 311 с.; ISBN 5-89795-003-2.
- Правовое регулирование процедуры по делам о несостоятельности (банкротстве) : учебное пособие / В. С. Анохин ; Институт экономики и права. — Воронеж, 2003. — 213 с.; ISBN 5946380125.
- Предпринимательское право : курс лекций : в 2-х частях / В. С. Анохин. — Москва : Волтерс Клувер, 2009. — 670 с.; ISBN 978-5-466-00419-9[4].

## Награды
- Орден «За заслуги перед Отечеством» IV степени (2008).
- Орден Почёта (2002).